# Serveis d'Escriptori Remot
Els Serveis d'Escriptori Remot (de l'anglès Remote Desktop Services), antigament conegut com a Serveis de Terminal (o Terminal Services) són un component dels sistemes operatius Microsoft Windows que permet a un usuari accedir a les aplicacions i dades emmagatzemades en un altre ordinador amb un accés per xarxa.
Basat en el protocol d'escriptori remot (Remote Desktop Protocol (RDP)) apareix per primera vegada al Windows NT 4.0 (Terminal Server Edition).
Els productes Windows 2000 Server, Windows 2000 Advanced Server, Windows 2000 Datacenter Server, Windows Server 2003 i Windows Server 2008 s'han introduït algunes millores i funcionalitats noves.
Microsoft proporciona el programari client per a totes les versions de Windows 32 bits i per a Mac OS X d'Apple.
L'ús dels serveis de terminal requereix tres components:
1. Servidor de Terminal Server.
2. Client de Terminal Server.
3. Protocol d'escriptori remot.

La instal·lació d'aquest component no suposa cap problema, ja que s'incorpora en els sistemes operatius. Cal diferenciar entre dos tipus d'instal·lació:
1. Mode Administració remota: proporciona accés remot als servidors per part dels administradors. Suporta, a més de la sessió de consola, dues sessions més, sense haver de pagar cap llicència extra.
2. Mode Servidor d'Aplicacions: permet l'accés simultani per part de diversos clients remots. En aquest cas sí que és necessari adquirir llicències de terminal.

Una bona guia per instal·lar aquest component es pot trobar en aquesta pàgina Arxivat 2011-06-02 a Wayback Machine.